# إذاعة وتلفزيون كرواتيا
إذاعة وتلفزيون كرواتيا (بالكرواتية:Hrvatska Radiotelevizija) هي مؤسسة بث عامة في كرواتيا، مقرها في زغرب، لها ثلاثة برامج تلفزيونية وإذاعية وطنية، وثمانية برامج إذاعية إقليمية. بدأت إذاعة وتلفزيون كرواتيا ببث برامجها في 15 مايو 1926 وكان ذلك أول إرسال يُبث في جنوب شرق أوروبا. في نهاية العام نفسه بلغ عدد مستمعيها نحو 4.000 مستمع مسجل.
في البداية كانت الإذاعة تابعة للقطاع الخاص، وبعد الحرب العالمية الثانية أصبحت تابعة للدولة. وفي 15 مايو 1956 أي بعد ثلاثين عاماً على إنشاء الإذاعة بدأ البث التلفزيوني للمؤسسة.

## البرامج

### التلفزيون
توجد ثلاث برامج تلفزيونية هي إذاعة وتلفزيون كرواتيا 1، إذاعة وتلفزيون كرواتيا 2، وإذاعة وتلفزيون كرواتيا زائد. الإرسال على إذاعة وتلفزيون كرواتيا 1 هو على سبيل المثال نشرات الأخبار وبرنامج المسابقة (من سيكون المليونير). إذاعة وتلفزيون كرواتيا 2 تهتم بشكل كبير بالأخبار الرياضية وبرامج الترفيه. يتم بث برنامج إذاعة وتلفزيون كرواتيا زائد عبر الكابل والأقمار الصناعية أيضاً.
حتى عام 2004، كان هناك أيضاً إذاعة وتلفزيون كرواتيا 3، التي أصبح الآن تلفزيون أر تي إل الخاص يبث على ترددها.

### الإذاعة
توجد ثلاث برامج إذاعية وطنية. إذاعة وتلفزيون كرواتيا 1، إذاعة وتلفزيون كرواتيا 2، وهي مزيج من الأخبار، برامج الترفيه، والموسيقى والبرامج الوثائقية. تبث إذاعة وتلفزيون كرواتيا 2 في موسم السياحة الأخبار، ومعلومات عن المرور بأربع لغات: بالإيطالية (راي يونو)، بالألمانية (إذاعة هيت، إذاعة بافاريا)، بالإنجليزية (إذاعة فرغين) وباللغة الكرواتية. إذاعة وتلفزيون كرواتيا 3 مختصة بالبرامج الثقافية والموسيقى الكلاسيكية. هناك أيضاً برامج إقليمية لزغرب، علاوة على ذلك يوجد إرسال موجه للخارج باللغات الإنجليزية، والألمانية، والإسبانية.

### القمر الصناعي
يتم إرسال برامج مؤسسة الإذاعة والتلفزيون الكرواتي عبر الأقمار الصناعية. فيما يخص أوروبا تبث هذه المؤسسة جميع برامجها التلفزيونية والإذاعية عبر القمر يوتلسات. تعتبر إذاعة وتلفزيون كرواتيا نفسها على أنها وسيلة إعلامية هامة بالنسبة للكرواتيين المهاجرين خارج البلاد.

## وصلات خارجية
- الموقع الرسمي (بالكرواتية والإنجليزية)